# Bridges to Babylon
Albums de The Rolling Stones
Voodoo Lounge
(1994) A Bigger Bang
(2005)
albums subséquents des Rolling Stones
Stripped
(1995) No Security
(1998)
Singles
1. Anybody Seen My Baby?
Sortie : 22 septembre 1997
2. Saint of Me
Sortie : 26 janvier 1998
3. Out of Control
Sortie : 17 août 1998

Bridges to Babylon est le 21e album studio du groupe de rock britannique The Rolling Stones publié par Virgin Records le 29 septembre 1997. Sorti sur un CD et en double vinyle, l'album est suivi d'une tournée mondiale qui rencontre un grand succès.
Contrairement aux précédents albums, que le duo Mick Jagger-Keith Richards avait coproduit au côté d'un seul producteur extérieur, le groupe a fait appel à plusieurs producteurs du moment, dont les Dust Brothers, Don Was et Rob Fraboni entre autres, ainsi que de nombreux musiciens invités présents aux côtés du groupe sur chaque chanson. L'album se retrouve hétérogène et explore plusieurs genres, allant du blues rock standard au hip-hop en passant par le reggae. De nouvelles tensions internes apparaissent au sein du groupe durant l'enregistrement du fait de divergences artistiques entre la recherche de modernité de Mick Jagger et le retour aux racines de Keith Richards, tous deux enregistrant séparément. Cependant ces tensions s'apaisent après l'enregistrement et permettent au groupe de partir en tournée mondiale.
Bien que l'album reçoive un accueil critique mitigé, il se vend bien, certifié disque d'or ou de platine dans plusieurs pays, et contient le tube Anybody Seen My Baby?.

## Historique

### Contexte
Au lendemain de la tournée mondiale Voodoo Lounge qui s'est conclue à Rotterdam le 30 août 1995, puis de la sortie de l'album live acoustique Stripped le 13 novembre 1995 enregistré principalement à l'Olympia à Paris et au Paradiso à Amsterdam, les Rolling Stones prennent un peu de vacances. Keith Richards est grand-père depuis mai 1996 et Mick Jagger a lancé sa propre compagnie cinématographique nommée Jagger Films. Pourtant, le groupe a toujours besoin de sa dose d’adrénaline en studio et songe rapidement à un nouvel album faisant suite à Voodoo Lounge,.
Au début du mois de novembre 1996, les membres se retrouvent à New York pour planifier l'enregistrement de l'album. Le 21 novembre 1996, ils commencent à travailler les nouvelles chansons aux Dangerous Music Studios à New York avec le producteur Don Was déjà présent sur l'album précédent, puis Keith se retire dans sa maison du Connecticut pendant quelques jours pour composer de nouveaux titres et faire passer des auditions. Courant décembre, diverses sessions sont organisées à Londres, aux Westside Studios et au Sarm West studios du producteur Trevor Horn. En janvier, Mick Jagger et Keith Richards passent du temps à la Barbade pour de nouvelles séances d'écriture,.

### Enregistrement
En mars 1997, le groupe se retrouve à Los Angeles pour commencer les sessions d'enregistrement aux studios Ocean Way Recording. Pour cet album, Mick Jagger et Keith Richards veulent expérimenter de nouveaux sons pour être en phase avec les années 1990 tout en restant dans le blues rock qu'ils jouent habituellement. "Mick et moi sommes tombés d'accord sur le fait qu'au lieu de travailler ensemble, il enregistrerait des chansons à sa façon et moi à la mienne", dira Keith. Les séances se déroulent jusqu'en juillet, principalement durant la nuit jusqu'à ce que Keith Richards soit fatigué dans la matinée.
Ainsi le chanteur va recourir aux services de plusieurs producteurs en plus de Don Was. Les premiers sont les Dust Brothers (John King et Mike Simpson) connus pour leur travail sur les albums Odelay de Beck en 1996 et Paul's Boutique des Beastie Boys en 1989. Les contributions du duo initialement prévues à cinq chansons ont été réduites à trois : Anybody Seen my Baby?, Saint of Me et Might As Well Get Juiced. Leur production est marquée par l'utilisation de samples pour la première et unique fois dans l'histoire du groupe. Le chanteur a également engagé les producteurs Danny Saber, connu pour ses récents travaux de remixage de U2 et David Bowie, et Babyface (qui a produit Whitney Houston), mais le premier ne produira qu'une chanson, Gunface, tandis que les contributions du second sur Already All Over Me ne sont pas conservées.
Cette nouvelle approche semble prometteuse. Mais la réalité va se révéler tout autre : de nouvelles tensions dues aux divergences artistiques s'installent entre Mick Jagger et Keith Richards et le producteur Don Was doit s'assurer que tous deux travaillent dans des pièces séparées. 

« Je voulais voir comment Mick réagirait à cette idée, mais il est allé au-delà de ce que j'attendais. Je n'imaginais pas un seul instant qu'il penserait avoir les mains libres pour avoir un producteur différent sur chaque chanson. Ce n'était pas du tout ce que j'avais en tête au départ »

— Keith Richards
En effet, Keith n'est pas enthousiaste à travailler avec des "gourous des boucles rythmiques", allant jusqu'à virer Danny Saber du studio quand il le surprend en train de rajouter de nouvelles parties de guitares. Le guitariste fait appel aux services du technicien guitare Pierre de Beauport (qui co-produit notamment Always Suffering) et le producteur Rob Fraboni (connu pour ses travaux avec Joe Cocker, Eric Clapton, Bob Dylan et les Beach Boys) pour ses chansons You Don't Have to Mean It, Thief in the Night et How Can I Stop qu'il interprète lui-même. 
Keith témoignera dans son autobiographie Life : "Avec tous ces mecs, plus les musiciens - dont pas moins de huit bassistes [Jeff Sarli, Jamie Muhoberac, Pierre de Beauport, Don Was, Danny Saber, Darryl Jones, Me'shell Ndegeocello, et Doug Wimbish] le truc est parti dans tous les sens. Pour la première fois on a quasiment fini par faire deux disques différents, le mien et celui de Mick." Mais le chanteur ne tarde pas à déchanter selon Keith : "Mick s'est rendu compte de son erreur et s'est écrié : sortez-moi de là !". 
Le batteur Charlie Watts détend l'ambiance en travaillant avec le percussionniste Jim Keltner, qui plus tard lui a suggéré de se lancer dans un projet en solo. Durant la dernière semaine d'enregistrement, Mick Jagger refuse d'assister aux sessions de travail organisées par l'équipe de Keith Richards et Charlie Watts quitte Los Angeles dès qu'il a fini ses contributions.
Pendant le mastering de l'album, Keith Richards découvre par sa fille Angela que le refrain du futur premier single Anybody Seen My Baby?, ressemble au tube Constant Craving de k.d. lang sorti en 1992. Cherchant à éviter d'éventuels futurs problèmes juridiques, lang et son co-auteur Ben Mink ont été crédités avec Jagger et Richards sur le nouveau morceau. Il devient par la suite un important succès dans de nombreux pays.

## Caractéristiques artistiques

### Analyse du contenu
Dans sa conception, Bridges to Babylon est très différent de tout ce que le groupe a fait jusque là, du moins dans son approche musicale. Dès le départ, en effet, Mick Jagger et Keith Richards désirent à la fois continuer sur la voie du blues rock (dans l'esprit des albums Sticky Fingers en 1971 et Exile on Main Street en 1972) et expérimenter de nouveaux sons pour se mettre en phase avec la musique du moment. Si les relations entre les Glimmer Twins s'avèrent une fois de plus difficiles, le résultat est une réussite malgré l'hétérogénéité manifeste lors de l'écoute de l'album. L'esthétique sonore du groupe est pleinement respectée avec les toniques chansons aux guitares énervées comme Flip the Switch, Low Down et Too Tight, mais aussi des ballades tels que Always Suffering, Thief In the Night, How Can I Stop et You Don't Have to Mean It, qui fusionnent le reggae et le rock Tex-Mex. Mais il y a aussi une facette plus moderne, que ce soit avec la ballade Already Over Me, Gunface marqué par le noise rock travaillé par Danny Saber, et Might As Well Get Juice qui est du blues revisité par les Dust Brothers. Enfin trois tubes incontournables sont au programme : Out of Control (un Papa Was a Rollin' Stone des Temptations revisité), Anybody Seen My Baby et Saint of Me. Les deux dernières sonnent résolument modernes grâce aux Dust Brothers. Les chansons Thief In the Night, How Can I Stop et You Don't Have to Mean It sont chantées par Keith Richards, et le reste par Mick Jagger.
Les paroles, pour leur part, ne varient guère par rapport aux autres albums du groupe. Exceptions faites de Flip the Switch (qui parle de la mort et du suicide collectif de la secte Heaven's Gate en 1997) et l'apocalyptique Might As Well Get Juice, les thèmes tournent autour du couple : vérité, mensonges et amants dans Low Down, You Don't Have to Mean It et Too Tight ; infidélité dans Saint of Me ; vengeance dans Gunface ; rupture dans Already Over Me ; recherche de l'être aimé disparu dans Anybody Seen my Baby et temps qui passe Out of Control, Always Suffering, Thief In the Night et How Can I Stop.

### Pochette et disque
Mick Jagger avait en tête un concept bien particulier pour le visuel de l'album, et engage Stefan Sagmeister pour le réaliser, designer graphique autrichien qui a obtenu un premier Grammy Award pour la pochette de Mountains of Madness de H. P. Zinker en 1995. Le chanteur demande à l'artiste de se rendre au British Museum pour y admirer la collection de sculptures assyriennes. Elles vont lui inspirer le lion majestueux et rugissant se dressant sur ses pattes arrière qui orne la pochette. À l'intérieur, une photo du groupe, tout de noir vêtu, et un plan large d'un désert sur lequel est représentée la Tour de Babel (la plaine dans le pays de Shinar en l'occurrence), ainsi que les paroles et les crédits des treize chansons (Stefan Sagmeister pour la direction artistique, Hjati Karlsonn pour le design et Max Vadukul pour les photographies),. Quant au titre, il est dû en partie au dramaturge britannique Tom Stoppard, lequel, après avoir vu la maquette d'un pont destiné au décor scénique de la prochaine tournée des Stones, aurait proposé plusieurs idées de titres autour de Babylone. Mick Jagger en a choisi un qu'il a raccourci pour aboutir à Bridges to Babylone.

## Parution et réception
Bridges to Babylon sort le 29 septembre 1997 dans le monde entier et est immédiatement acclamé par un public qui n'avait que trop attendu depuis Voodoo Lounge. S'il n'atteint que la troisième place aux États-Unis où il se vend à plus d'un million d'exemplaires,, il est sixième au Royaume-Uni (avec plus de 100 000 ventes), deuxième en France (200 000 exemplaires), en Belgique, aux Pays-Bas et au Canada, et premier en Allemagne (500 000 exemplaires), en Autriche et en Scandinavie. Un bien beau succès commercial que ne rencontrent pas les singles, et la critique qui sera mitigée : cette dernière relève un ensemble musical hétérogène.
Les Stones sont devenus un phénomène de tournée à ce point. Le Bridges to Babylon Tour en 1997 comprenait 108 représentations, avec une scénographie élaborée que Jagger vise à rendre semblable à la tournée PopMart du groupe U2.
En 2009, Bridges to Babylon est remasterisé et ressorti par Universal Music.

## Liste des chansons
| 1.  | Flip the Switch               | Mick Jagger, Keith Richards           | Don Was, The Glimmer Twins                     | 3:27 |
| 2.  | Anybody Seen My Baby?         | Jagger, Richards, k.d. lang, Ben Mink | Don Was, The Dust Brothers, The Glimmer Twins  | 4:31 |
| 3.  | Low Down                      | Jagger, Richards                      | Don Was, The Glimmer Twins                     | 4:26 |
| 4.  | Already All Over Me           | Jagger, Richards                      | Don Was, The Glimmer Twins                     | 5:24 |
| 5.  | Gunface                       | Jagger, Richards                      | Danny Saber, The Glimmer Twins                 | 5:02 |
| 6.  | You Don't Have to Mean It (*) | Jagger, Richards                      | Don Was, The Glimmer Twins, Rob Fraboni        | 3:44 |
| 7.  | Out of Control                | Jagger, Richards                      | Don Was, The Glimmer Twins                     | 4:43 |
| 8.  | Saint of Me                   | Jagger, Richards                      | The Dust Brothers, The Glimmer Twins           | 5:14 |
| 9.  | Might As Well Get Juiced      | Jagger, Richards                      | The Dust Brothers, The Glimmer Twins           | 5:23 |
| 10. | Always Suffering              | Jagger, Richards                      | Don Was, The Glimmer Twins, Pierre de Beauport | 4:43 |
| 11. | Too Tight                     | Jagger, Richards                      | Don Was, The Glimmer Twins                     | 3:37 |
| 12. | Thief in the Night (*)        | Jagger, Richards, Pierre de Beauport  | Don Was, The Glimmer Twins, Rob Fraboni        | 5:15 |
| 13. | How Can I Stop? (*)           | Jagger, Richards                      | Don Was, The Glimmer Twins, Rob Fraboni        | 6:54 |

## Personnel

### The Rolling Stones
- Mick Jagger - chant, guitares, claviers, harmonica, production
- Keith Richards - guitares, piano, chant (*), chœurs, production
- Ron Wood - guitare, guitare slide, guitare pedal-steel, dobro
- Charlie Watts - batterie, chœurs sur Always Suffering

### Musiciens supplémentaires
- Waddy Wachtel - guitares acoustique et électrique, chœurs
- Darryl Jones - basse
- Blondie Chaplin - chœurs, tambourin, piano, basse, percussions, shaker, maracas
- Pierre de Beauport - basse 6 cordes, piano, production (Always Suffering)
- Jamie Muhoberac - claviers, basse
- Danny Saber - basse, guitare électrique, clavinet, claviers, production (Gunface)
- Don Was - piano, basse, claviers, production (sauf Saint of Me, Might As Well Get Juiced et Gunface)
- Doug Wimbish - basse, chœurs
- Me'Shell Ndegeocello - basse
- Jeff Sarli - basse
- Billy Preston - orgue
- Matt Clifford - piano, orgue
- Benmont Tench - orgue, piano, claviers
- Chuck Leavell - piano
- Bernard Fowler - chœurs
- Bill Markie - rap
- Jim Keltner - percussions, shaker
- Darrell Leonard - trompette
- Wayne Shorter - saxophone
- Joe Sublett - saxophone
- Kenny Aronoff  - seau

### Équipe de production
- The Dust Brothers - production sur Anybody Seen My Baby?, Saint of Me, Might As Well Get Juiced
- Rob Fraboni - production et ingénieur du son sur You Don't Have to Mean It, Thief in the Night et How Can I Stop, mixage sur You Don't Have to Mean It
- Tom Lord-Alge - mixage
- John X Volaitis - mixage (Gunface)
- Wally Gagel - mixage (Out of Control)
- Bob Clearmountain - mixage (Already Over Me)
- Stefan Sagmeister - direction artistique
- Hjalti Karlsson - conception
- Max Vadukul - photographe
- Kevin Murphy, Gerard Howland (Floating Company), Alan Ayers - Illustration

## Charts et certifications

### Album
Classements hebdomadaires
| Pays                                 | Durée du classement | Meilleur classement | Date              |
| ------------------------------------ | ------------------- | ------------------- | ----------------- |
| Allemagne (GfK Entertainment)        | 54 semaines         | 1er                 | 27 octobre 1997   |
| Australie (ARIA Charts)              | 3 semaines          | 19e                 | 12 octobre 1997   |
| Autriche (Ö3 Austria Top 40)         | 28 semaines         | 1re                 | 12 octobre 1997   |
| Belgique (V) (Ultratop)              | 9 semaines          | 2e                  | 11 octobre 1997   |
| Belgique (W) (Ultratop)              | 10 semaines         | 5e                  | 11 octobre 1997   |
| Canada (Canadian Albums Chart)       | 5 semaines          | 2e                  | 18 octobre 1997   |
| États-Unis (Billboard 200)           | 27 semaines         | 3e                  | 18 octobre 1997   |
| Finlande (Suomen virallinen lista)   | 12 semaines         | 3e                  | 29 octobre 1997   |
| France (SNEP)                        | 23 semaines         | 2e                  | 27 septembre 1997 |
| Italie (FIMI)                        | —                   | 7e                  | 1997              |
| Norvège (VG-lista)                   | 8 semaines          | 1er                 | 6 octobre 1997    |
| Nouvelle-Zélande (RMNZ Albums Top40) | 3 semaines          | 10e                 | 26 octobre 1997   |
| Pays-Bas (MegaCharts)                | 51 semaines         | 2e                  | 11 octobre 1997   |
| Royaume-Uni (UK Albums Chart )       | 10 semaines         | 6e                  | 11 octobre 1997   |
| Suède (Sverigetopplistan)            | 18 semaines         | 1er                 | 3 octobre 1997    |
| Suisse (Schweizer Hitparade)         | 22 semaines         | 3e                  | 12 octobre 1997   |

Certifications
| Pays                  | Certification | Ventes      | Date              |
| --------------------- | ------------- | ----------- | ----------------- |
| Allemagne (BVMI)      | Platine       | 500 000 +   | 1997              |
| Autriche (IFPI)       | Platine       | 50 000 +    | 17 décembre 1997  |
| Belgique (BEA)        | Or            | 20 000 +    | 7 novembre 1997   |
| Canada (Music Canada) | Platine       | 100 000 +   | 30 septembre 1997 |
| États-Unis (RIAA)     | Platine       | 1 000 000 + | 11 novembre 1997  |
| France (SNEP)         | 2 × Or        | 200 000 +   | 23 novembre 2004  |
| Pays-Bas (NVPI)       | Platine       | 100 000 +   | 1998              |
| Royaume-Uni (BPI)     | Or            | 100 000 +   | 31 octobre 1997   |
| Suède (GLF)           | Or            | 40 000 +    | 6 octobre 1997    |
| Suisse (IFPI)         | Platine       | 50 000 +    | 1997              |

### Singles
| Single                | Chart                   | Durée du classement | Position | Date              |
| --------------------- | ----------------------- | ------------------- | -------- | ----------------- |
| Anybody Seen My Baby? | Mainstream Rock Tracks  | 16 semaines         | 3e       | 27 septembre 1997 |
| Anybody Seen My Baby? | UK Singles Chart        | 3 semaines          | 22e      | 4 octobre 1997    |
| Anybody Seen My Baby? | Single Top 100          | 12 semaines         | 27e      | 6 octobre 1997    |
| Anybody Seen My Baby? | Ö3 Austria Top 40       | 12 semaines         | 12e      | 5 octobre 1997    |
| Anybody Seen My Baby? | RPM Top Singles         | 18 semaines         | 1er      | 27 juillet 1997   |
| Anybody Seen My Baby? | Suomen virallinen lista | 2 semaines          | 11e      | 22 septembre 1997 |
| Anybody Seen My Baby? | Single Top 100          | 19 semaines         | 7e       | 23 novembre 1997  |
| Anybody Seen My Baby? | VG-lista                | 1 semaine           | 14e      | 29 septembre 1997 |
| Anybody Seen My Baby? | Mega Top 50             | 11 semaines         | 25e      | 11 octobre 1997   |
| Anybody Seen My Baby? | Sverigetopplistan       | 11 semaines         | 18e      | 26 septembre 1997 |
| Anybody Seen My Baby? | Schweizer Hitparade     | 16 semaines         | 26e      | 2 novembre 199    |
| Saint of Me           | Hot 100                 | 4 semaines          | 94e      | 7 mars 1998       |
| Saint of Me           | Mainstream Rock Tracks  | 18 semaines         | 13e      | 28 février 1998   |
| Saint of Me           | UK Singles Chart        | 2 semaines          | 26e      | 7 février 1998    |
| Saint of Me           | Single Top 100          | 9 semaines          | 68e      | 2 février 1998    |
| Saint of Me           | Ö3 Austria Top 40       | 2 semaines          | 34e      | 22 février 1998   |
| Saint of Me           | RPM Top Singles         | 18 semaines         | 26e      | 2 mars 1998       |
| Saint of Me           | Mega Top 50             | 7 semaines          | 52e      | 7 février 1998    |
| Out of Control        | UK Singles Chart        | 2 semaines          | 51e      | 22 août 1998      |
| Flip the Switch       | Mainstream Rock Tracks  | 13 semaines         | 14e      | 27 décembre 1997  |
| Flip the Switch       | Canada RPM Top Singles  | 9 semaines          | 26e      | 9 février 1998    |